# 노마 바든

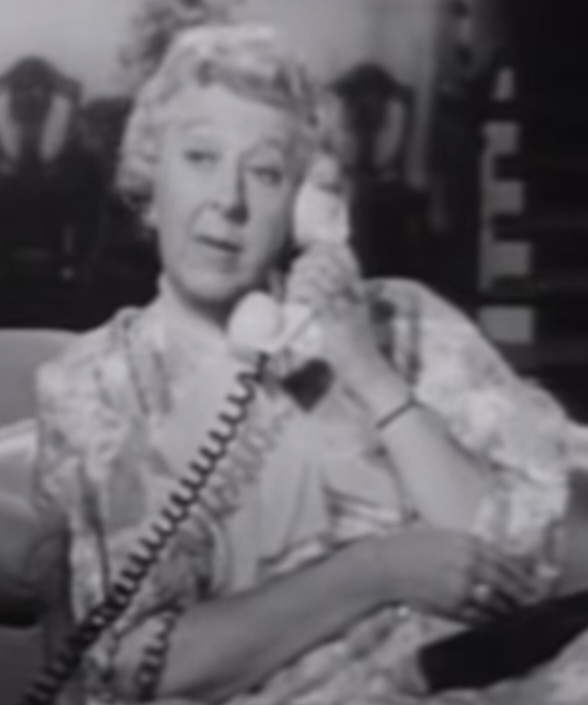

노마 바든(Norma Varden, 1898년 1월 20일 ~ 1989년 1월 19일)은 영국의 배우, 연극 배우, 텔레비전 배우, 영화배우이다.
런던에서 태어났으며 샌타바버라에서 사망하였다. 사인은 질병이다.

## 영화
- 임파서블 이어스 (1968년)
- 닥터 두리틀 (1967년)
- 배트맨 - 66년 TV 시리즈 (1966년) - 노래교실 회원 역
- 사운드 오브 뮤직 (1965년) - 프루 역
- 검찰 측 증인 디 오리지널 (1957년) - 미세스 프렌치 역
- 주피터의 애인 (1955년)
- 디즈니랜드 (1954년) - 미스 드본 역
- 슈퍼맨 - 54년작 4 (1954년)
- 애천 (1954년)
- 은배 (1954년)
- 비련의 공주 엘리자베스 (1953년)
- 신사는 금발을 좋아한다 (1953년)
- 레 미제라블 (1952년)
- 썸딩 포 더 버즈 (1952년)
- 열차 안의 낯선 자들 (1951년) - 커닝햄 부인 역
- 팬시 팬츠 (1950년)
- 더 시크릿 가든 (1949년)
- 발티모어의 모험 (1949년)
- 자라가는 시절 (1946년)
- 더 화이트 클리프스 오브 도버 (1944년)
- 녹원의 천사 (1944년)
- 마드모아젤 피피 (1944년)
- 정말 멋진 여자야! (1943년)
- 딕시 (1943년)
- 더 글래스 키 (1942년)
- 메이저와 마이너 (1942년)
- 마음의 행로 (1942년)
- 카사블랑카 (1942년)
- 잔지바르 가는 길 (1941년)
- 히트 퍼레이드 오브 1941 (1940년)
- 풀스 포 스캔들 (1938년)
- 어메이징 어드벤쳐 (1936년)